# Alaíde do Feijão
Alaíde da Conceição (Salvador, 6 de outubro de 1948 — Salvador, 31 de janeiro de 2022) foi uma cozinheira brasileira especialista na culinária afro-baiana reconhecida internacionalmente e também uma importante líder do movimento cultural negro e antirracista de Salvador, município capital do estado brasileiro da Bahia.

## Biografia
Alaíde nasceu em uma família com mais três irmãos biológicos e quatro adotivos. Sua mãe, Maria das Neves do Feijão, tinha um tabuleiro em que vendia o prato de feijão na então Praça Cairu (atual Praça Maria Felipa), em frente ao Elevador Lacerda.
Desde a adolescência, Alaíde começou a ajudar sua mãe no preparo e venda dos pratos culinários. Quando a mãe decidiu parar de trabalhar, ela continuou a trabalhar no tabuleiro. Em 1993, abriu seu primeiro restaurante no Pelourinho e ampliou as opções de pratos. O local foi bastante utilizado como ponto de reunião de organizadores dos blocos de carnaval afro e também de lideranças políticas do movimento negro.
Alaíde do Feijão faleceu no dia 31 de janeiro de 2022 vítima de uma parada cardiorrespiratória, enquanto estava internada em um hospital em tratamento da COVID-19. Alaíde foi mãe de três filhas e teve sete netos(as) e seis bisnetos(as). Em sua homenagem, a Rua das Laranjeiras, na região do Pelourinho, sede do seu restaurante, foi rebatizada para Rua Alaíde do Feijão.

## Prêmios e homenagens
- 2020 — Prêmio Mário Nelson Carvalho, da Associação de Jovens Empreendedores da Bahia.[8]
- 2018 — Homenagem do Esporte Clube Bahia a personalidades negras da Bahia.[9]
- 2017 — Homenagem da Assembleia Legislativa do Estado da Bahia.[10]
- 2010 — Troféu Palmares, da Fundação Cultural Palmares.[1]